# ChromeOS
Pour le navigateur Internet, voir Google Chrome.
ChromeOS est un système d'exploitation propriétaire développé par Google depuis 2009. Il repose sur les bases posées par le navigateur web Chrome et sur Linux,,. 
Ce dernier fonde ses principes sur l'utilisation des services Google en ligne : l'interface du système d'exploitation est minimaliste et le potentiel du système se résume en l'utilisation d'une version adaptée de Google Chrome accompagnée d'un lecteur multimédia et d'un navigateur de fichiers.
ChromeOS se place en concurrence directe avec les systèmes d'exploitation Windows de Microsoft et macOS d'Apple.

## Histoire

### Genèse
Le développement de ChromeOS a commencé en 2009. ChromeOS est un embranchement de la distribution GNU/Linux Gentoo.
Afin de déterminer les besoins des utilisateurs d'un tel système d'exploitation, la société Google, au lieu d’effectuer les études et sondages qui sont d’usage avant le lancement d’un logiciel grand public, a préféré étudier l’utilisation de ce système d’exploitation par plus de 200 employés de l’entreprise même. En plus des relevés effectués sur les employés, chaque programmeur a été invité à donner son propre avis sur l'utilisation de ChromeOS. C'est notamment le cas de Matthew Papakipos, directeur de l'ingénierie du projet ChromeOS. Il confiera qu'il avait placé trois ordinateurs dotés de ce système d’exploitation chez lui et observa qu'il avait l'habitude de se connecter pour des sessions de courte durée, pour faire une simple recherche sur l’internet ou encore envoyer un courriel de quelques lignes.

### Présentation
Le 19 novembre 2009, Google a publié une partie du code source de ChromeOS sous le nom de « Chromium OS ». Ce dernier est disponible sur le site de Chromium OS en licence BSD. Comme pour beaucoup de projets open source, des développeurs ont commencé à modifier le code source de Chromium OS pour faire leur propre version. ChromeOS, lui, est uniquement maintenu par la société Google et s'exécute sur des machines prévues à cet effet. Chromium OS est un projet et ChromeOS un produit. En conséquence, ChromeOS se voit imposer des spécifications industrielles et un niveau précis de qualité. Chromium OS sert d'« incubateur » pour des idées nouvelles pouvant être intégrées par la suite à ChromeOS.
Lors de la conférence du 19 novembre 2009, Sundar Pichai, le vice-président de Google supervisant Chrome, a présenté la première version de ce système d'exploitation. Elle inclut un bureau très proche du navigateur Google Chrome, à quelques différences près. En effet, à côté des onglets classiques du navigateur figure un onglet plus petit contenant des raccourcis vers des applications.
Les programmeurs ont également montré la vitesse de démarrage du système d'exploitation. Dans une vidéo publiée la veille sur YouTube, on peut voir Martin Bligh, un ingénieur de Google, faire démarrer le système d'exploitation en quatre secondes.
En novembre 2010, la sortie du système d'exploitation, initialement prévu pour fin 2010, est retardée à début 2011. En décembre 2010, un nombre limité de notebooks pré-équipés de Google ChromeOS, les Cr-48, sont distribués gratuitement aux États-Unis auprès de quelques particuliers afin de tester le système. Ils ont pour seule fonction de tester le logiciel et ne comportent aucun signe extérieur. Ils nécessitent une connexion à Internet pour fonctionner.

### Distribution
Ce système d’exploitation de Google est disponible depuis début 2011 et le code source de Chromium OS était déjà disponible précédemment.

## Versions
Des améliorations majeures des fonctionnalités de ChromeOS et de ChromeOS Flex sont publiées par Google toutes les quatre semaines, entre lesquelles s’intercalent des mises à jour mineures de sécurité et de stabilité. 
ChromeOS dispose par ailleurs de plusieurs canaux des mises à jour, dont certains sont expérimentaux et modifient le délais entre deux mises à jour : les canaux Stable, constituant le canal par défaut du système, Bêta, Développeur et Canary. Les mises à jour provenant des canaux autres que le canal Stable permettent l'accès à des fonctions expérimentales n'ayant pas encore été validées par Google et pouvant mener à des instabilités. Une manipulation spéciale est nécessaire pour le canal Canary. Le passage d'un canal de mises à jour plus expérimental à un canal plus stable nécessite de rétablir la configuration d'usine de l'appareil.
Google distribue également des versions de ChromeOS et de ChromeOS Flex destinées aux entreprises et au monde de l'éducation, permettant, à l'instar de leur équivalent sur Google Chrome, d'accéder à une console d'administration et à d'autres fonctionnalités spécifiques. Ces versions de ChromeOS sont accessibles via l'achat d'une licence Chrome Enterprise Upgrade ou Chrome Education Upgrade.

## Matériel

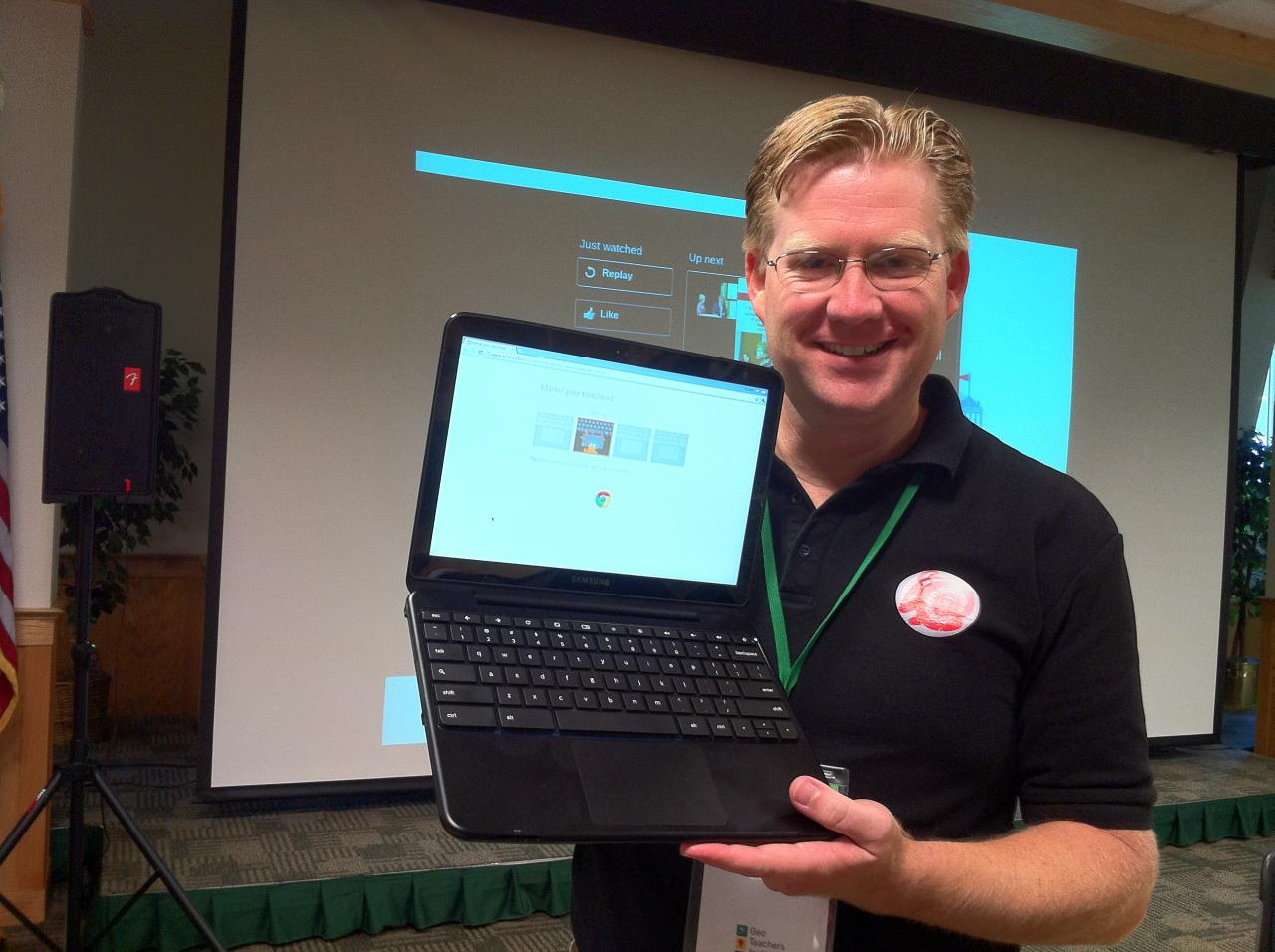
Google Chromebook

ChromeOS est installé sur les Chromebook, les Chromebox et les Chromebit.

### Chromebook
Lors de la conférence annuelle du Google I/O du 11 mai 2011 à San Francisco, Google a présenté deux ordinateurs portables appelés Chromebook. Samsung et Acer sont les deux premiers constructeurs à sortir un ordinateur sous ChromeOS.
Ces deux premiers exemplaires sont sortis le 15 juin 2011 dans sept pays (aux États-Unis, en France, au Royaume-Uni, aux Pays-Bas, en Allemagne, en Espagne et en Italie).

### Fabricants
Les partenaires pour ce projet de Google sont Acer, Adobe, ASUS, Freescale, Hewlett-Packard, Intel, Lenovo, Qualcomm, Texas Instruments et Toshiba.
Des développeurs de Canonical ont participé au développement de ChromeOS.

## Stratégie commerciale
Le cabinet Creative Strategies estime en 2010 que « ChromeOS ne devrait pas représenter une menace pour Microsoft avant au moins deux ans » du fait des parts de marché de son concurrent Windows.
Au premier trimestre 2016, aux États-Unis, les ventes de Chromebook dépassent en volume celles des Mac. Plus de 50 % des ventes concernent les établissements scolaires.[réf. nécessaire]

## Fonctionnalités

### Fonctionnement général
Du fait que ChromeOS et Chromium OS partagent le même code source de base,, la dernière version de Chromium OS peut donner un aperçu des fonctionnalités de ChromeOS. La version alpha de Chromium OS comporte une page d'applications similaire à l'onglet de ChromeOS. Dans cette page, sont regroupées de nombreuses applications Google, comme Gmail, Google Apps et YouTube. Mais on y trouve également Yahoo! Mail, Pandora, Hulu, Facebook et Twitter. Chromium OS fournit par ailleurs une calculatrice, une horloge, la jauge d'énergie de batterie ainsi qu'un applet de connexion réseau. La touche F12 permet d'afficher une vue globale de toutes les fenêtres ouvertes. Il est ainsi possible d'ouvrir de nouvelles fenêtres et de naviguer entre les fenêtres existantes (voir image). La touche F8 permet d'afficher un clavier virtuel contenant tous les raccourcis clavier. Ce dernier est interactif et affiche les différents raccourcis en fonction des touches que l'on presse. Ainsi les raccourcis varient lorsque l'on presse différentes combinaisons des touches Ctrl, Alt et Maj.

### Télécharger des applications et des jeux
Télécharger des applications et des jeux, connue depuis mai 2024 sous le nom d'App Mall, est une des plateformes de téléchargement d'applications disponibles sur ChromeOS. Elle a pour objectif de réunir sur une même page l'accès aux applications distribuées sous forme de PWA, au Google Play Store et à la plateforme de cloud-gaming GeForce Now. Pour certaines applications, l'utilisateur peut choisir comment il souhaite la télécharger, soit sous forme de PWA, soit via le Google Play Store.

### Chrome Web Store
Chrome Web Store est la plateforme de téléchargement des applications tournant sous l'OS. Google recevra 5 % du prix des applications payantes. L'entreprise a ouvert la plateforme aux développeurs en août 2010.
À la suite des différentes annonces de Google lors de l'évènement Google I/O 2011, Microsoft a réagi en annonçant que sa suite en ligne Office Web Apps sera compatible ChromeOS avant fin juin 2011. Seulement quelques semaines après la sortie officielle des premiers Chromebooks.

### Google Play Store
En mai 2016, Google annonce que sa boutique d'applications en ligne Google Play Store a été déployée sur ChromeOS, permettant au système d'exploitation d'utiliser les applications Android. Le Google Play Store n'est cependant pas disponible sur les appareils équipés de ChromeOS Flex, ceux-ci ne pouvant être certifiés par Google.

### Linux
ChromeOS étant une version de Linux a la capacité d'exécuter des logiciels Linux. Cependant, le concept fondamental du Chromebook est de limiter cette option, tout devant passer par le navigateur Chrome.
En juillet 2018 Google annonce la possibilité d'activer les applications Linux sur les Chromebook, à compter de la version développeur 70.0, sur les modèles compatibles.
Une fois la compatibilité Linux activée (elle est désactivée par défaut sur les Chromebooks), il devient  possible d'installer les logiciels Linux de son choix. L'activation se fait dans l'outil "Paramètres", section "Développeurs". Les logiciels installés sont visibles depuis le lanceur ChromeOS. Les Chromebooks étant souvent des machines avec des puissances limitées, des logiciels trop exigeants en ressources peuvent avoir des temps d'exécution dégradés.
La compatibilité avec Linux permet également d'installer Steam, via le projet Borealis sur les appareils équipés dès l'origine de ChromeOS et disposant d'un processeur Intel ou AMD suffisamment récent.

## ChromeOS Flex
ChromeOS Flex est une version de ChromeOS destinée à des appareils n'étant pas dès l'origine équipés de ChromeOS.
ChromeOS Flex perd cependant des fonctions par rapport à ChromeOS, telles que l'accès au Google Play Store sur tous les appareils équipés de ChromeOS Flex, l'accès à Linux ou aux fonctionnalités multi-appareils sur certains de ces appareils. 
Les mises à jour de ChromeOS Flex sortent quelques jours ou semaines après les mises à jour pour ChromeOS.

## Logo

Logos ChromeOS
Logo de Chrome OS entre 2011 et août 2014.
Logo de Chrome OS de septembre 2014 à mars 2022.
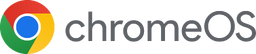
Logo de ChromeOS à partir de mars 2022[32].

#### Autres OS basés sur HTML5
- Chromium OS : version de base open source de Google ChromeOS.
- Firefox OS : Projet initié par la fondation Mozilla
- Tizen : Projet initié par Samsung